# بيتر هاويت
بيتر هاويت (بالإنجليزية: Peter Howitt)‏ (مواليد 5 ماي 1957) هو مخرج أفلام إنجليزي.

## بعض أعماله

### أفلام
- جوني إنجلش (2003) – مخرج/كاتب
- قوانين الجاذبية (2004) – مخرج/كاتب
- الأرض المحروقة (2018) - مخرج

### تلفاز
- هايلاندر (1993)

## روابط خارجية
بيتر هاويت على موقع IMDb (الإنجليزية)
- بيتر هاويت على موقع ألو سيني (الفرنسية)
- بيتر هاويت على موقع أول موفي (الإنجليزية)
- بيتر هاويت على موقع قاعدة بيانات الأفلام السويدية (السويدية)
- بيتر هاويت على موقع قاعدة بيانات الفيلم (الإنجليزية)
- بيتر هاويت على موقع كينوبويسك (الروسية)